# Escândalo do Panamá

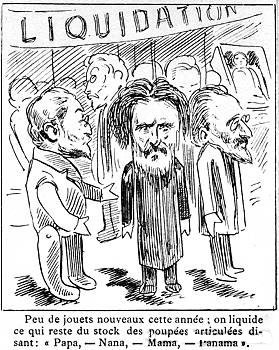
Uma caricatura francesa sobre o escândalo: Lesseps e Emile Zola apresentados como "bonecos falantes"

O Escândalo do Panamá (1888-1893) (também conhecido como o Escândalo do Canal do Panamá ou Caso Panamá) foi um caso de corrupção que estourou na Terceira República Francesa em 1892, ligada à construção do Canal do Panamá. Perto de um bilhão de francos foram perdidos quando o governo adotou subornos para manter o silêncio sobre os problemas financeiros da Companhia do Canal do Panamá, em que é considerado o maior escândalo de corrupção monetária do século XIX.
Tratou-se de um gigantesco caso de corrupção envolvendo altas personalidades e altos funcionários do governo e da imprensa francesa. Este processo estava directamente ligado à Companhia Universal do Canal Interoceânico de Panamá, fundada em 1879 em França, por iniciativa pelo engenheiro e homem de negócios Ferdinand de Lesseps, com vista à abertura do istmo do Panamá. No final de 1888, a Companhia faliu, arruinando numerosos pequenos accionistas e provocando múltiplas bancarrotas. Mais tarde, em 1892, soube-se que para encobrir a sua verdadeira situação financeira e os seus abusos, a Companhia tinha recorrido à corrupção e a luvas. Antigos presidentes do Conselho de Ministros da França, nomeadamente Freycinet, Rouvier, Floquet e outras personalidades foram implicadas. O negócio do Panamá foi abafado pela justiça que se limitou a condenar personagens de segundo plano, e também Lesseps, que, contudo não chegou a ser preso, tendo a sentença acabado por ser anulada. A palavra «Panamá» tornou-se sinónimo de "aldrabice".[carece de fontes?]